# Женская сборная Гонконга по баскетболу 3×3
Женская сборная Гонконга по баскетболу 3×3 представляет Гонконг на международных соревнованиях по баскетболу 3×3. Управляющим органом является Баскетбольная ассоциация Гонконга.
По состоянию на 27 августа 2024, женская сборная Гонконга по баскетболу 3×3 занимает 83-е место в мировом рейтинге ФИБА женских сборных по баскетболу 3×3.

## Результаты выступлений
| Турнир         | Золото | Серебро | Бронза | Всего |
| -------------- | ------ | ------- | ------ | ----- |
| Чемпионат Азии | —      | —       | —      | —     |
| Азиатские игры | —      | —       | —      | —     |
| Итого          | —      | —       | —      | —     |

### Чемпионат Азии по баскетболу 3x3
| Год        | Место          | Игры           | Победы         | Поражения      | Состав команды                                      |
| ---------- | -------------- | -------------- | -------------- | -------------- | --------------------------------------------------- |
| Доха 2013  | 4              | 7              | 4              | 3              | Ting Cheuk, Chu Hau Yee, Cho K*****, Huang Lai Fong |
| 2017—н. в. | не участвовали | не участвовали | не участвовали | не участвовали | не участвовали                                      |

### Азиатские игры
| Год          | Место          | Игры           | Победы         | Поражения      | Состав команды                                        |
| ------------ | -------------- | -------------- | -------------- | -------------- | ----------------------------------------------------- |
| 2018         | не участвовали | не участвовали | не участвовали | не участвовали | не участвовали                                        |
| Ханчжоу 2022 | 12             | 3              | 0              | 3              | Ng Yan Tung, Chan Wing Yan, Ho Pui Ying, Kwan Hoi Pui |